# Großsteingrab Slagslunde Skov 1
Das Großsteingrab Slagslunde Skov 1 war eine megalithische Grabanlage der jungsteinzeitlichen Nordgruppe der Trichterbecherkultur im Kirchspiel Slagslunde in der dänischen Kommune Egedal. Es wurde im späten 18. oder im 19. Jahrhundert zerstört.

## Lage
Das Grab lag auf einer Grünfläche zwischen dem Waldgebiet Slagslunde Skov und dem Buresø. In der näheren Umgebung gibt bzw. gab es zahlreiche weitere megalithische Grabanlagen.

## Forschungsgeschichte
1787 grub der damalige Grundstücksbesitzer die Anlage aus. Im Jahr 1875 führten Mitarbeiter des Dänischen Nationalmuseums eine Dokumentation der Fundstelle durch. Zu dieser Zeit waren keine baulichen Überreste mehr auszumachen.

## Beschreibung

### Architektur
Die Anlage besaß eine Hügelschüttung unbekannter Form und Größe. Über eine mögliche steinerne Umfassung ist nichts bekannt. Die Grabkammer ist als Ganggrab anzusprechen. Sie hatte eine Länge von 3 m, eine Breite von 2,1 m und eine Höhe von 1,5 m. Zur Orientierung liegen keine Angaben vor. Die Kammer bestand aus sieben Wandsteinen und zwei Decksteinen. Die Lücken zwischen den Steinen waren mit Trockenmauerwerk verfüllt. Der Kammer war ein Gang vorgelagert. Er hatte eine Länge von etwa 2,5 m und eine Breite von 0,6 m. Er bestand aus drei Wandsteinpaaren und drei Decksteinen. Am Eingang zur Kammer befanden sich zwei Rahmensteine und ein dazwischen liegenden Schwellenstein. Ein zweiter Schwellenstein lag am äußeren Ende des Gangs.

### Funde
Bei der Grabung wurden verbrannte Knochen, Asche und „Opfermesser“ aus Feuerstein gefunden. Der Verbleib der Funde ist unklar.